# Диалект Саги
Диалект Саги (佐賀弁, сага-бэн) — диалект японского языка, распространённый по всей префектуре Сага, а также и в других районах, например, в городе Исахая. Он относится к группе диалектов Кюсю, а именно — хитику. Сага-бэн может быть разделён на говоры, характерные для конкретных городов.

## Характеристики
Многие особенности диалекта Саги связаны с литературным японским языком.
- Слова часто повторяются трижды.
- Оканчивающая предложение восклицательная частица ё (よ) превращается в бай (ばい) или тай (たい).
- Вместо литературного сравнительного соединительного оборота («хотя …») используется баттэн (ばってん).
- Показатель винительного падежа о (を) заменён показателем ба (ば).

Пример: 手紙ば書いた = Написал письмо. Литературный вариант: 手紙を書いた.
- Во втором и третьем лицах показатель тематического подлежащего га (が) заменяется на но (の).

Пример: 黒君の書いた = [Это] написал Куро-кун. Литературный вариант: 黒君が書いた.
- Вежливая форма глагола -масу заменяется суффиксом -синса (しんさっ), синсару (しんさる), сиёнса (しよんさっ), или сиёнсару (しよんさる).

Пример: 手紙をかきよんさった = Написал письмо (вежливо). Литературный вариант: 手紙をかきました.
- Показатели падежа направления ни (に) и э (へ) заменяются на сай (さい).

Пример: 学校さい行く = Идти в школу. Литературный вариант: 学校に行く.
- Вопросительно-усилительная частица но (の) заменяется на то (と).

Пример: 手紙を書いたと？= Написал письмо?! Литературный вариант: 手紙を書いたの？
- Форма длительного времени образуется не с помощью тэ иру (ている), а с помощью то(とっ).

Пример: 書いとっ = [Кто-то] пишет [некоторое время]. Литературный вариант: 書いている.
- При образовании пассивного залога рэ (れ) исчезает, а в слоге ру (る) гласная становится долгой или удваивает следующий согласный.

Пример: какарэру 書かれる (пишется) превращается в какару: 書かるう или какаро 書かるっ.
- Конечный й предикативных прилагательных превращается в ка (か).

Пример: самуй 寒い превращается в самука 寒か.
- Непредикативные прилагательные иногда получают оконечный ка か. Это больше распространено на юге.

Пример: 上手 превращается в 上手か.
- Произношение слогов ряда «са» аналогично диалекту хаката: «са, си, су, сэ, со» произносятся как «ся, сий, сю, се, сё». В дополнение к этому, диалект саги отличается уникальным произношением слогов «дза, дзу, дзэ, да, га, на», которые произносятся соответственно как «дзя, дзю, дзе, дзя, гя, ня».
- Спряжение най (ない) превращается в н (ん), а само прилагательное най становится нака (なか). Это отражает нейтральный характер грубоватого в остальной Японии спряжения.

Пример: вакаранай 分からない превращается в вакаран 分からん.
- Предикативные прилагательные имеют усилительную форму, для образования которой конечный й заменяется на са (さ).
- Серединная форма предикаивных прилагательных имеет окончание -у (う), а не -ку (く), как в остальной Японии.

Пример: «интересно», омосироку (おもしろく) превращается в омосиро:; «весело», таносику (楽しく) — в таносю: (楽しゅう).

### Указательные местоимения
В диалекте Саги указательные местоимения имеют уникальное произношение.
- Указательные местоимения корэ, сорэ, арэ, дорэ (これ, それ, あれ, どれ) вместо рэ (れ) приобретают и(い). Грубое местоимение первого лица единственного числа орэ 俺 тоже претерпевает это изменение, превращаясь в ой (おい). Вообще, это характерно для диалекта Саги, даже «кто», дарэ (誰) становится дай (だい).
- Связанные с вышеназванными слова с общим значением «как?», до:, ко:, со: (どう, こう, そう) превращаются в до: ган, ко: ган, со: ган (どうがん, そうがん, こうがん). Ещё более провинциальный вариант — до: кян, ко: кян, со: кян (どうぎゃん, そうぎゃん, こうぎゃん).

## Словарь
Диалект использует множество характерных слов:
| Сага           | Литературный японский | Перевод                             |
| -------------- | --------------------- | ----------------------------------- |
| おばっちゃん   | おば-ちゃん           | Бабушка.                            |
| いわじいにゃ   | 言わないのよ          | Я не говорю.                        |
| きんしゃ       | 来る                  | Приходить.                          |
| あばかん       | —                     | Слишком маленький, не помещающийся. |
| がばい         | すごく                | Ужасно, очень.                      |
| ～ごた         | のようだ              | усиленное окончание предложения     |
| うーか         | 多い                  | Много.                              |
| うすか         | 怖い                  | Страшный, ужасный.                  |
| くさい         | だ！;だよ！           | конечная частица; связка            |
| しぎーのする   | しびれる              | Онеметь; провалиться в сон.         |
| じゃーた       | 出した                | Вышел (вышла, вышли).               |
| すらごと       | ぞらごと              | Ложь, неправда.                     |
| とっとっと     | 取っているの          | Взятое/занятое нечто.               |
| ～とけ         | なのに                | Несмотря на.                        |
| ふうけもん     | バカ                  | Дурак.                              |
| みたんなか     | みっともない          | Неприглядный, непристойный.         |
| きゃーないた   | 疲れた                | Уставший.                           |
| ぎゃーけした   | 風邪をひった          | Простуженный.                       |
| ～やろー       | 〜なんでしょう;〜だろ | Вероятно,..                         |
| ～やん         | 〜じゃん              | … не так ли?                        |
| えいくろった   | 酔っ払った            | Напившийся, пьяный.                 |
| ひやがいーめし | 昼食                  | Обед.                               |
| いっちょん     | 全く                  | Совершенно, полностью.              |
| やぐらしい     | うるさい              | Раздражающий.                       |
| あちゃこちゃ   | あちこち              | Здесь и там.                        |

## Интересные факты
- На диалекте много говорят в фильме 2006 года «Габай ба:-тян» (буквально «Фантастическая бабуся»). Само название — пример использования диалекта.
- Известная городская легенда гласит, что житель Токио принял язык двоих носителей диалекта за китайский.